# مارغريت إتش وودورد
مارغريت إتش وودورد (بالإنجليزية: Margaret H. Woodward)‏ هي ضابطة أمريكية، ولدت في 1960.